# パク・カーリン
パク・カーリン（박칼린、1967年5月1日 - ）は、韓国の音楽監督。ニックネームは「魔女」。

## 経歴
韓国人の父とリトアニア系アメリカ人の母の3番目の娘として生まれる。韓国ミュージカル音楽監督第1号。韓国初の女性のためだけの美男子ストリップ公演『ミスターショー』を演出。